# Anton Mažgon
Anton Mažgon, slovenski pravnik, * 15. maj 1812, Jelični Vrh, † 24. avgust, 1849, Ljubljana.
Rodil se je očetu Janezu in materi Neži (rojena Miklavčič). Mažgon je leta 1837 na Dunaju končal študij prava. Kot pravnik je služboval na sodiščih v Gorici, Pazinu, Rovinju in Ljubljani. Leta 1847 sta z M Cigaletom po naročilu tržaškega občinskega odbornika J.P.Stadiona priredila prevod občinskega reda. Mažgon pa je prevajal tudi Obči državljanski zakonik in ga leta 1848 objavil v Sloveniji (prevod je bil narejen do člena 620, od tam dalje pa je celoten zakonik prevedel Jožef Krajnc). Leta 1848 je bil imenovan v komisijo za sestavo slovanske pravne terminologije pri pravosodnem ministrstvu na Dunaju. V kratkem obdobju po marčni revoluciji je v Ljubljani prevedel še Zakonik civilnega prava.